# Boto-de-dall
O  marsopa (Phocoenoides dalli), boto-de-dall ou marsopa-de-porto-dall é uma espécie da família Phocoenidae, da ordem dos cetáceos. É encontrado nas águas temperadas frias do Pacífico Norte. Alimenta-se durante a noite, em regiões de baixa profundidade. Sua ecologia pode ser semelhante à do extinto Arktocara yakataga.